# J. Carrol Naish
Joseph Patrick Carroll Naish (født 21. januar 1896, død 24. januar 1973), kendt professionelt som J. Carrol Naish, var en amerikansk karakterskuespiller. Han blev nomineret to gange til en Oscar for bedste mandlige birolle og han fandt senere berømmelse i titelrollen for CBS-Radios Life with Luigi (1948-1953).